# Saint-Germain-des-Prés (Tarn)
Pour les articles homonymes, voir Saint-Germain et Saint-Germain-des-Prés.
Saint-Germain-des-Prés (en occitan Sant German dels Prats) est une commune française située dans le département du Tarn, en région Occitanie. Sur le plan historique et culturel, la commune est dans le Lauragais, l'ancien « Pays de Cocagne », lié à la fois à la culture du pastel et à l’abondance des productions, et de « grenier à blé du Languedoc ».
Exposée à un climat océanique altéré, elle est drainée par le Sor, le ruisseau d'en Guibaud et par divers autres petits cours d'eau. La commune possède un patrimoine naturel remarquable composé d'une zone naturelle d'intérêt écologique, faunistique et floristique.
Saint-Germain-des-Prés est une commune rurale qui compte 920 habitants en 2022, après avoir connu une forte hausse de la population depuis 1975.  Elle fait partie de l'aire d'attraction de Castres. Ses habitants sont appelés les Saint-Germinois ou  Saint-Germinoises.

## Géographie

### Localisation
Commune située à l'est de Puylaurens.

### Communes limitrophes
Les communes limitrophes sont  Cambounet-sur-le-Sor, Lempaut, Lescout, Puylaurens, Soual et Sémalens.
|            | Sémalens               | Cambounet-sur-le-Sor |
| Puylaurens | Saint-Germain-des-Prés | Soual                |
|            | Lempaut                | Lescout              |

### Hydrographie
La commune est dans le bassin de la Garonne, au sein du bassin hydrographique Adour-Garonne. Elle est drainée par le Sor, le ruisseau d'en Guibaud, le ruisseau de Londe, le ruisseau d'en Calarot, le ruisseau du Rivalou le ruisseau Saladou et par divers petits cours d'eau, qui constituent un réseau hydrographique de 21 km de longueur totale,.
Le Sor, d'une longueur totale de 60,9 km, prend sa source dans la commune d'Arfons et s'écoule du nord-est au sud-ouest puis se réoriente au nord-ouest puis au nord. Il traverse la commune et se jette dans l'Agout à Sémalens, après avoir traversé 16 communes.
Le ruisseau d'en Guibaud, d'une longueur totale de 10,5 km, prend sa source dans la commune de Puylaurens et s'écoule vers le sud puis se réoriente vers le nord-ouest puis vers le nord-est. Il traverse la commune et se jette dans l'Agout à Saint-Paul-Cap-de-Joux, après avoir traversé 3 communes.

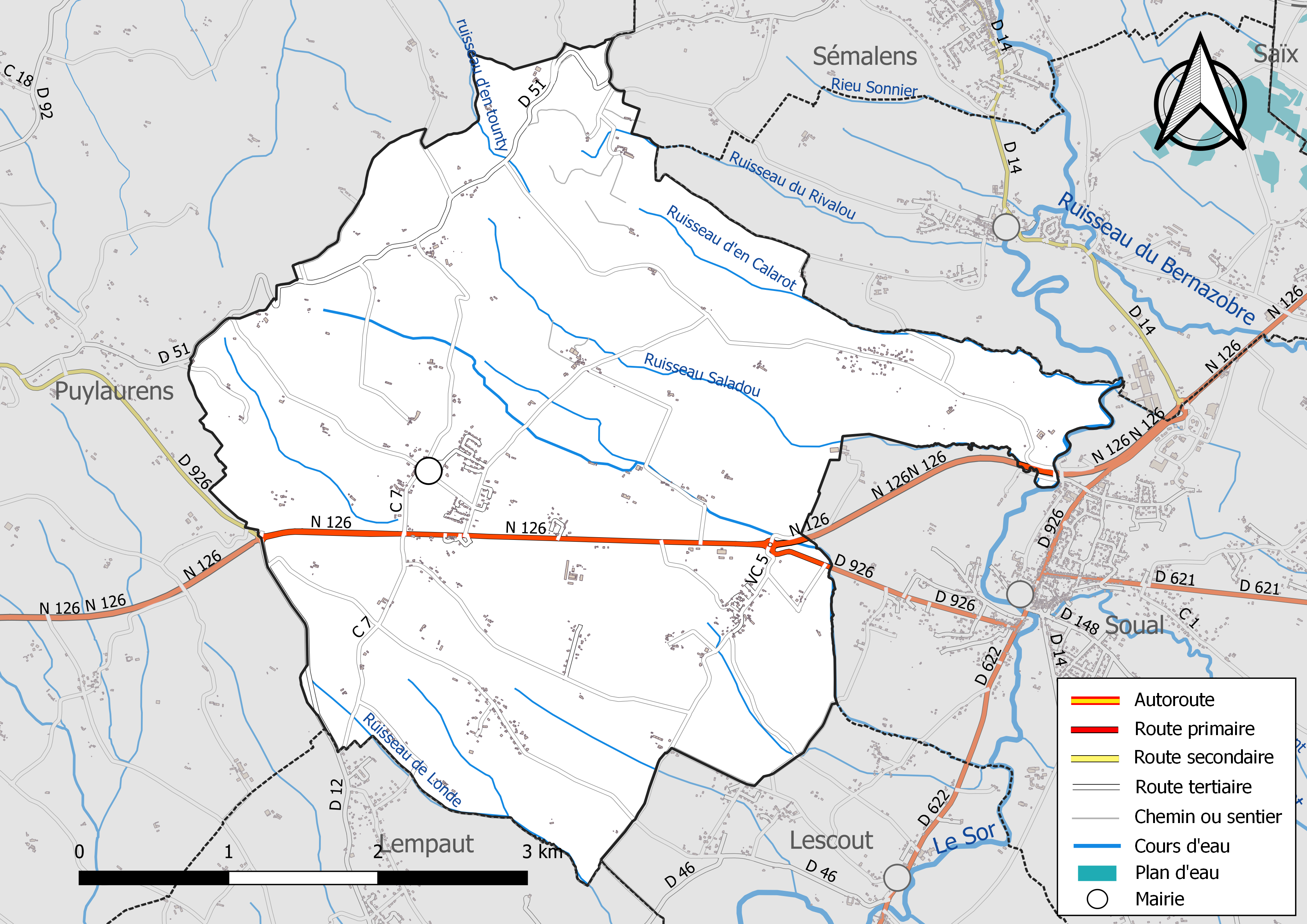
Réseaux hydrographique et routier de Saint-Germain-des-Prés.

### Climat
Pour des articles plus généraux, voir Climat de l'Occitanie et Climat du Tarn.
En 2010, le climat de la commune est de type climat du Bassin du Sud-Ouest, selon une étude du Centre national de la recherche scientifique s'appuyant sur une série de données couvrant la période 1971-2000. En 2020, Météo-France publie une typologie des climats de la France métropolitaine dans laquelle la commune est exposée à un climat océanique altéré et est dans la région climatique Aquitaine, Gascogne, caractérisée par une pluviométrie abondante au printemps, modérée en automne, un faible ensoleillement au printemps, un été chaud (19,5 °C), des vents faibles, des brouillards fréquents en automne et en hiver et des orages fréquents en été (15 à 20 jours).
Pour la période 1971-2000, la température annuelle moyenne est de 13,2 °C, avec une amplitude thermique annuelle de 15,4 °C. Le cumul annuel moyen de précipitations est de 787 mm, avec 10,3 jours de précipitations en janvier et 5,3 jours en juillet. Pour la période 1991-2020, la température moyenne annuelle observée sur la station météorologique de Météo-France la plus proche, « Puylaurens », sur la commune de Puylaurens à 4 km à vol d'oiseau, est de 14,4 °C et le cumul annuel moyen de précipitations est de 782,0 mm. 
La température maximale relevée sur cette station est de 42,5 °C, atteinte le 13 août 2003 ; la température minimale est de −16,5 °C, atteinte le 16 janvier 1985,,.
Les paramètres climatiques de la commune ont été estimés pour le milieu du siècle (2041-2070) selon différents scénarios d'émission de gaz à effet de serre à partir des nouvelles projections climatiques de référence DRIAS-2020. Ils sont consultables sur un site dédié publié par Météo-France en novembre 2022.

### Milieux naturels et biodiversité

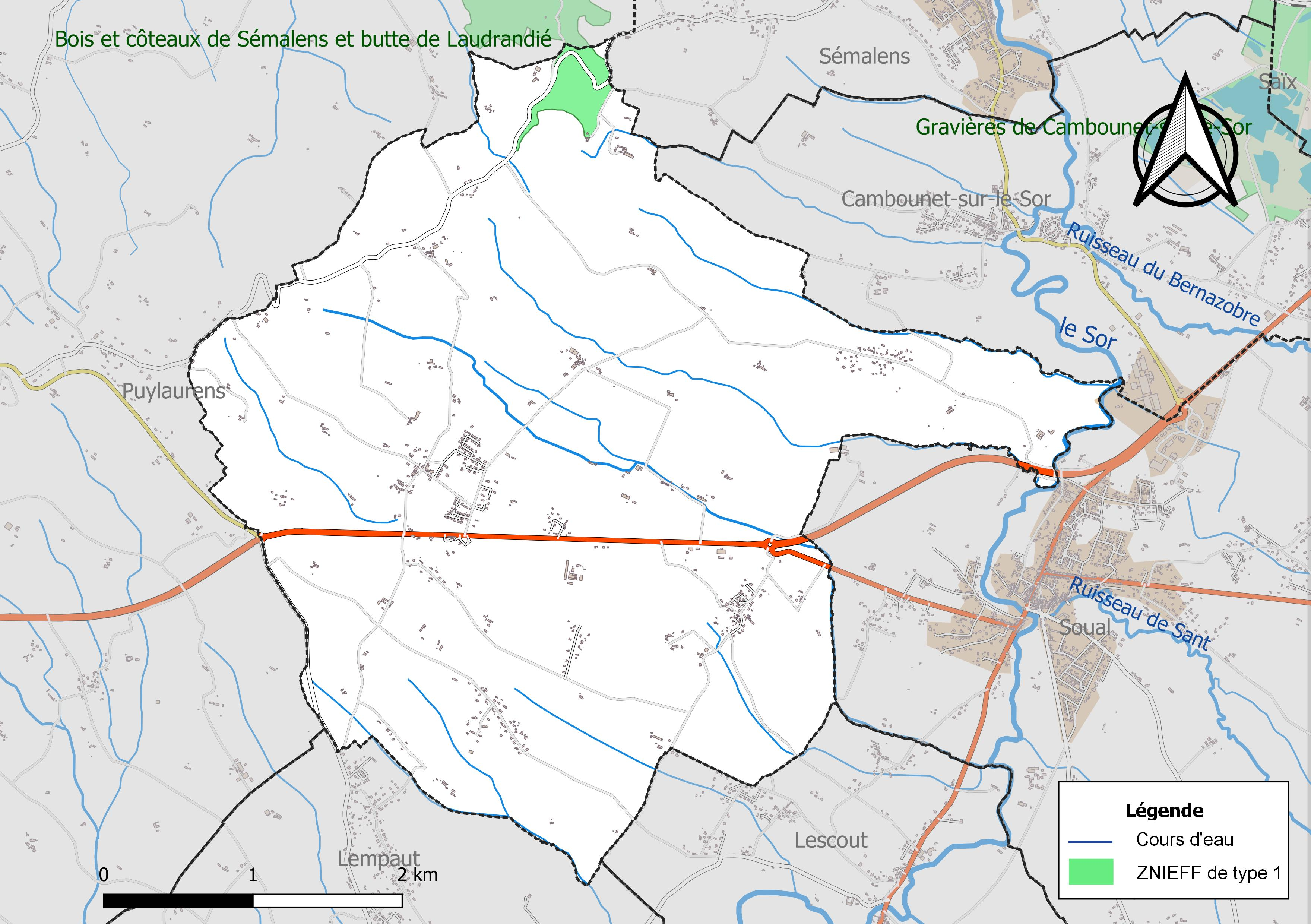
Carte de la ZNIEFF de type 1 localisée sur la commune.

L’inventaire des zones naturelles d'intérêt écologique, faunistique et floristique (ZNIEFF) a pour objectif de réaliser une couverture des zones les plus intéressantes sur le plan écologique, essentiellement dans la perspective d’améliorer la connaissance du patrimoine naturel national et de fournir aux différents décideurs un outil d’aide à la prise en compte de l’environnement dans l’aménagement du territoire.
Une ZNIEFF de type 1 est recensée sur la commune :
les « bois et coteaux de Sémalens et butte de Laudrandié » (414 ha), couvrant 3 communes du département.

## Urbanisme

### Typologie
Au 1er janvier 2024, Saint-Germain-des-Prés est catégorisée commune rurale à habitat dispersé, selon la nouvelle grille communale de densité à sept niveaux définie par l'Insee en 2022.
Elle est située hors unité urbaine. Par ailleurs la commune fait partie de l'aire d'attraction de Castres, dont elle est une commune de la couronne,. Cette aire, qui regroupe 55 communes, est catégorisée dans les aires de 50 000 à moins de 200 000 habitants,.

### Occupation des sols
L'occupation des sols de la commune, telle qu'elle ressort de la base de données européenne d’occupation biophysique des sols Corine Land Cover (CLC), est marquée par l'importance des territoires agricoles (98,7 % en 2018), une proportion identique à celle de 1990 (98,7 %). La répartition détaillée en 2018 est la suivante : 
terres arables (63,5 %), zones agricoles hétérogènes (29,7 %), prairies (5,4 %), forêts (1,3 %). L'évolution de l’occupation des sols de la commune et de ses infrastructures peut être observée sur les différentes représentations cartographiques du territoire : la carte de Cassini (XVIIIe siècle), la carte d'état-major (1820-1866) et les cartes ou photos aériennes de l'IGN pour la période actuelle (1950 à aujourd'hui).

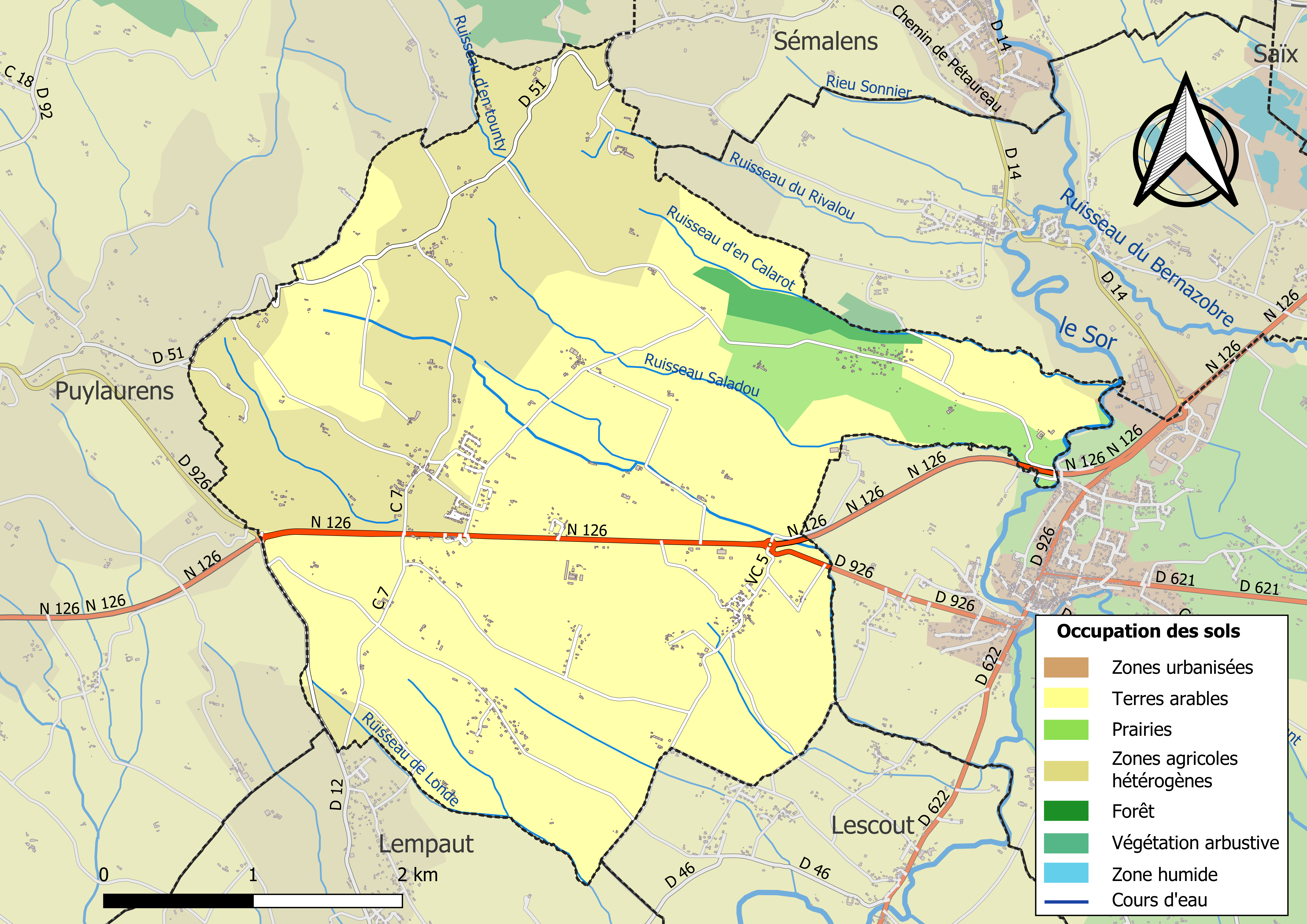
Carte des infrastructures et de l'occupation des sols de la commune en 2018 (CLC).

### Risques majeurs
Le territoire de la commune de Saint-Germain-des-Prés est vulnérable à différents aléas naturels : météorologiques (tempête, orage, neige, grand froid, canicule ou sécheresse), inondations, mouvements de terrains et séisme (sismicité très faible). Il est également exposé à un risque technologique,  le transport de matières dangereuses. Un site publié par le BRGM permet d'évaluer simplement et rapidement les risques d'un bien localisé soit par son adresse soit par le numéro de sa parcelle.

#### Risques naturels
Certaines parties du territoire communal sont susceptibles d’être affectées par le risque d’inondation par débordement de cours d'eau, notamment le Sor. La cartographie des zones inondables en ex-Midi-Pyrénées réalisée dans le cadre du XIe Contrat de plan État-région, visant à informer les citoyens et les décideurs sur le risque d’inondation, est accessible sur le site de la DREAL Occitanie. La commune a été reconnue en état de catastrophe naturelle au titre des dommages causés par les inondations et coulées de boue survenues en 1982, 1992, 2018 et 2021,.
Saint-Germain-des-Prés est exposée au risque de feu de forêt. En 2022, il n'existe pas de Plan de Prévention des Risques incendie de forêt (PPRif). Le débroussaillement aux abords des maisons constitue l’une des meilleures protections pour les particuliers contre le feu,.

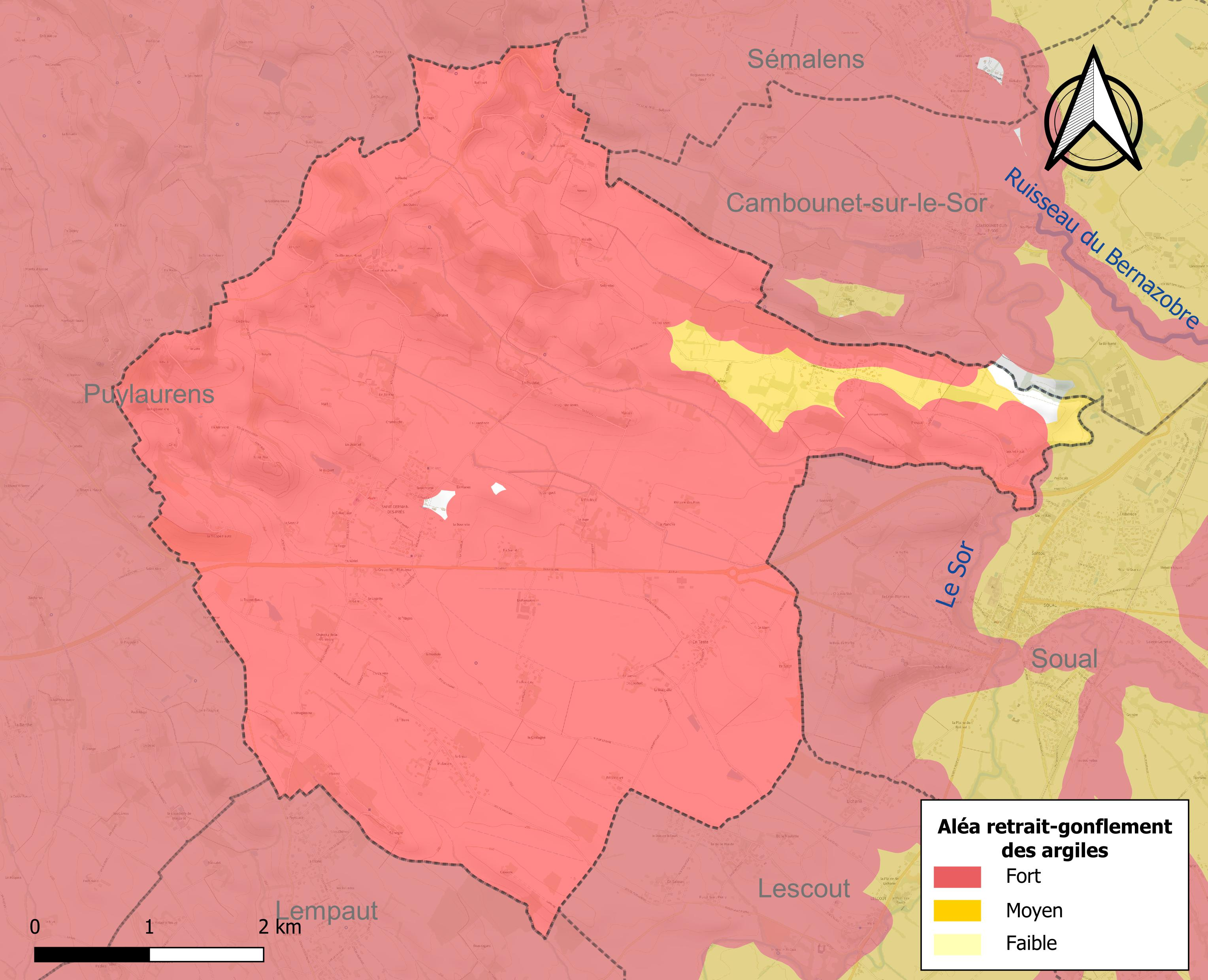
Carte des zones d'aléa retrait-gonflement des sols argileux de Saint-Germain-des-Prés.

La commune est vulnérable au risque de mouvements de terrains constitué principalement du retrait-gonflement des sols argileux. Cet aléa est susceptible d'engendrer des dommages importants aux bâtiments en cas d’alternance de périodes de sécheresse et de pluie. 99,5 % de la superficie communale est en aléa moyen ou fort (76,3 % au niveau départemental et 48,5 % au niveau national). Sur les 374 bâtiments dénombrés sur la commune en 2019, 373 sont en aléa moyen ou fort, soit 100 %, à comparer aux 90 % au niveau départemental et 54 % au niveau national. Une cartographie de l'exposition du territoire national au retrait gonflement des sols argileux est disponible sur le site du BRGM,.
Par ailleurs, afin de mieux appréhender le risque d’affaissement de terrain, l'inventaire national des cavités souterraines permet de localiser celles situées sur la commune.

#### Risques technologiques
Le risque de transport de matières dangereuses sur la commune est lié à sa traversée par des infrastructures routières ou ferroviaires importantes ou la présence d'une canalisation de transport d'hydrocarbures. Un accident se produisant sur de telles infrastructures est susceptible d’avoir des effets graves sur les biens, les personnes ou l'environnement, selon la nature du matériau transporté. Des dispositions d’urbanisme peuvent être préconisées en conséquence.

## Politique et administration
| Période                                  | Période  | Identité       | Étiquette | Qualité                   |
| ---------------------------------------- | -------- | -------------- | --------- | ------------------------- |
| Les données manquantes sont à compléter. |          |                |           |                           |
| mars 1977                                | 1981     | Nicole Calmet  | PCF       | Agricultrice              |
| 1981                                     | 2001     | Gérard Amalric |           | Technicien de laboratoire |
| mars 2001                                | 2008     | Odile Rouanet  |           | Agricultrice              |
| mars 2008                                | En cours | Raymond Frède  |           | Agriculteur               |

## Espaces publics
- Domaine de Flore - Salle de Réception / centre culturel et Artistique.

## Démographie
| 1793 | 1800 | 1806 | 1821  | 1831 | 1836  | 1841  | 1846  | 1851  |
| ---- | ---- | ---- | ----- | ---- | ----- | ----- | ----- | ----- |
| 906  | 888  | 992  | 1 012 | 993  | 1 012 | 1 085 | 1 073 | 1 066 |

| 1856  | 1861  | 1866 | 1872 | 1876 | 1881 | 1886 | 1891 | 1896 |
| ----- | ----- | ---- | ---- | ---- | ---- | ---- | ---- | ---- |
| 1 036 | 1 018 | 923  | 926  | 912  | 888  | 826  | 762  | 743  |

| 1901 | 1906 | 1911 | 1921 | 1926 | 1931 | 1936 | 1946 | 1954 |
| ---- | ---- | ---- | ---- | ---- | ---- | ---- | ---- | ---- |
| 710  | 702  | 655  | 560  | 567  | 541  | 536  | 518  | 507  |

| 1962 | 1968 | 1975 | 1982 | 1990 | 1999 | 2006 | 2011 | 2016 |
| ---- | ---- | ---- | ---- | ---- | ---- | ---- | ---- | ---- |
| 434  | 429  | 393  | 377  | 551  | 589  | 748  | 873  | 914  |

| 2021 | 2022 | - | - | - | - | - | - | - |
| ---- | ---- | - | - | - | - | - | - | - |
| 924  | 920  | - | - | - | - | - | - | - |

## Économie

### Revenus
En 2018, la commune compte 348 ménages fiscaux, regroupant 902 personnes. La médiane du revenu disponible par unité de consommation est de 21 230 € (20 400 € dans le département).

### Emploi
|                | 2008  | 2013  | 2018 |
| -------------- | ----- | ----- | ---- |
| Commune        | 8,5 % | 7,2 % | 11 % |
| Département    | 8,2 % | 9,9 % | 10 % |
| France entière | 8,3 % | 10 %  | 10 % |

En 2018, la population âgée de 15 à 64 ans s'élève à 599 personnes, parmi lesquelles on compte 74,5 % d'actifs (63,6 % ayant un emploi et 11 % de chômeurs) et 25,5 % d'inactifs,. Depuis 2008, le taux de chômage communal (au sens du recensement) des 15-64 ans est supérieur à celui de la France et du département.
La commune fait partie de la couronne de l'aire d'attraction de Castres, du fait qu'au moins 15 % des actifs travaillent dans le pôle,. Elle compte 95 emplois en 2018, contre 118 en 2013 et 96 en 2008. Le nombre d'actifs ayant un emploi résidant dans la commune est de 382, soit un indicateur de concentration d'emploi de 24,8 % et un taux d'activité parmi les 15 ans ou plus de 61,2 %.
Sur ces 382 actifs de 15 ans ou plus ayant un emploi, 68 travaillent dans la commune, soit 18 % des habitants. Pour se rendre au travail, 92 % des habitants utilisent un véhicule personnel ou de fonction à quatre roues, 0,5 % les transports en commun, 3,5 % s'y rendent en deux-roues, à vélo ou à pied et 4 % n'ont pas besoin de transport (travail au domicile).

### Activités hors agriculture

#### Secteurs d'activités
56 établissements sont implantés  à Saint-Germain-des-Prés au 31 décembre 2019. Le tableau ci-dessous en détaille le nombre par secteur d'activité et compare les ratios avec ceux du département,.
| Secteur d'activité                                                                                        | Commune | Commune | Département |
| Secteur d'activité                                                                                        | Nombre  | %       | %           |
| --- | ------- | ------- | ----------- |
| Ensemble                                                                                                  | 56      | 100 %   | (100 %)     |
| Industrie manufacturière, industries extractives et autres                                                | 8       | 14,3 %  | (13 %)      |
| Construction                                                                                              | 13      | 23,2 %  | (12,5 %)    |
| Commerce de gros et de détail, transports, hébergement et restauration                                    | 15      | 26,8 %  | (26,7 %)    |
| Information et communication                                                                              | 1       | 1,8 %   | (2,1 %)     |
| Activités financières et d'assurance                                                                      | 2       | 3,6 %   | (3,3 %)     |
| Activités immobilières                                                                                    | 2       | 3,6 %   | (4,2 %)     |
| Activités spécialisées, scientifiques et techniques et activités de services administratifs et de soutien | 7       | 12,5 %  | (13,8 %)    |
| Administration publique, enseignement, santé humaine et action sociale                                    | 4       | 7,1 %   | (15,5 %)    |
| Autres activités de services                                                                              | 4       | 7,1 %   | (9 %)       |

Le secteur du commerce de gros et de détail, des transports, de l'hébergement et de la restauration est prépondérant sur la commune puisqu'il représente 26,8 % du nombre total d'établissements de la commune (15 sur les 56 entreprises implantées  à Saint-Germain-des-Prés), contre 26,7 % au niveau départemental.

#### Entreprises et commerces
L'entreprise ayant son siège social sur le territoire communal qui génère le plus de chiffre d'affaires en 2023 est Jeafra Invest, activités des sociétés holding (76 k€).
Des entreprises sont présentes sur le territoire depuis de longues années comme Maury, SAS, entreprise de fabrication de structures métalliques et de parties de structures, créé le 1er janvier 1964, qui participe à l'économie réelle du territoire.
Des entreprises impactent également le territoire par l'emploi de salariés. Les entreprises employeuses rassemblent les secteurs traditionnels avec l’artisanat, l'agriculture, le transport :
- SARL Frede, culture de céréales (à l'exception du riz), de légumineuses et de graines oléagineuses ;
- carrosserie Saint-Germain, entretien et réparation de véhicules automobiles légers ;
- transports Granier Occitanie, transports routiers de fret interurbains.

### Agriculture
La commune est dans le Lauragais tarnais, une petite région agricole située dans le sud-ouest du département du Tarn. En 2020, l'orientation technico-économique de l'agriculture  sur la commune est la polyculture et/ou le polyélevage. 
|               | 1988  | 2000  | 2010  | 2020  |
| ------------- | ----- | ----- | ----- | ----- |
| Exploitations | 50    | 31    | 26    | 21    |
| SAU (ha)      | 1 642 | 1 787 | 1 822 | 2 128 |

Le nombre d'exploitations agricoles en activité et ayant leur siège dans la commune est passé de 50 lors du recensement agricole de 1988  à 31 en 2000 puis à 26 en 2010 et enfin à 21 en 2020, soit une baisse de 58 % en 32 ans. Le même mouvement est observé à l'échelle du département qui a perdu pendant cette période 58 % de ses exploitations,. La surface agricole utilisée sur la commune a quant à elle augmenté, passant de 1 642 ha en 1988 à 2 128 ha en 2020. Parallèlement la surface agricole utilisée moyenne par exploitation a augmenté, passant de 33 à 101 ha.

## Culture locale et patrimoine

### Lieux et monuments
- Église Saint-Germain de Saint-Germain-des-Prés.
- Pigeonnier du Colombier[35].
- Motte castrale de Saint-Roch. La présence de silos et d'un souterrain non identifié et non repérable, sont signalés sous la motte[36].

### Héraldique
| Saint-Germain-des-Prés | Son blasonnement est : D'azur à la fleur de lys d'or soutenue par deux lions affrontés du même. |

## Pour approfondir